# Polo Grounds

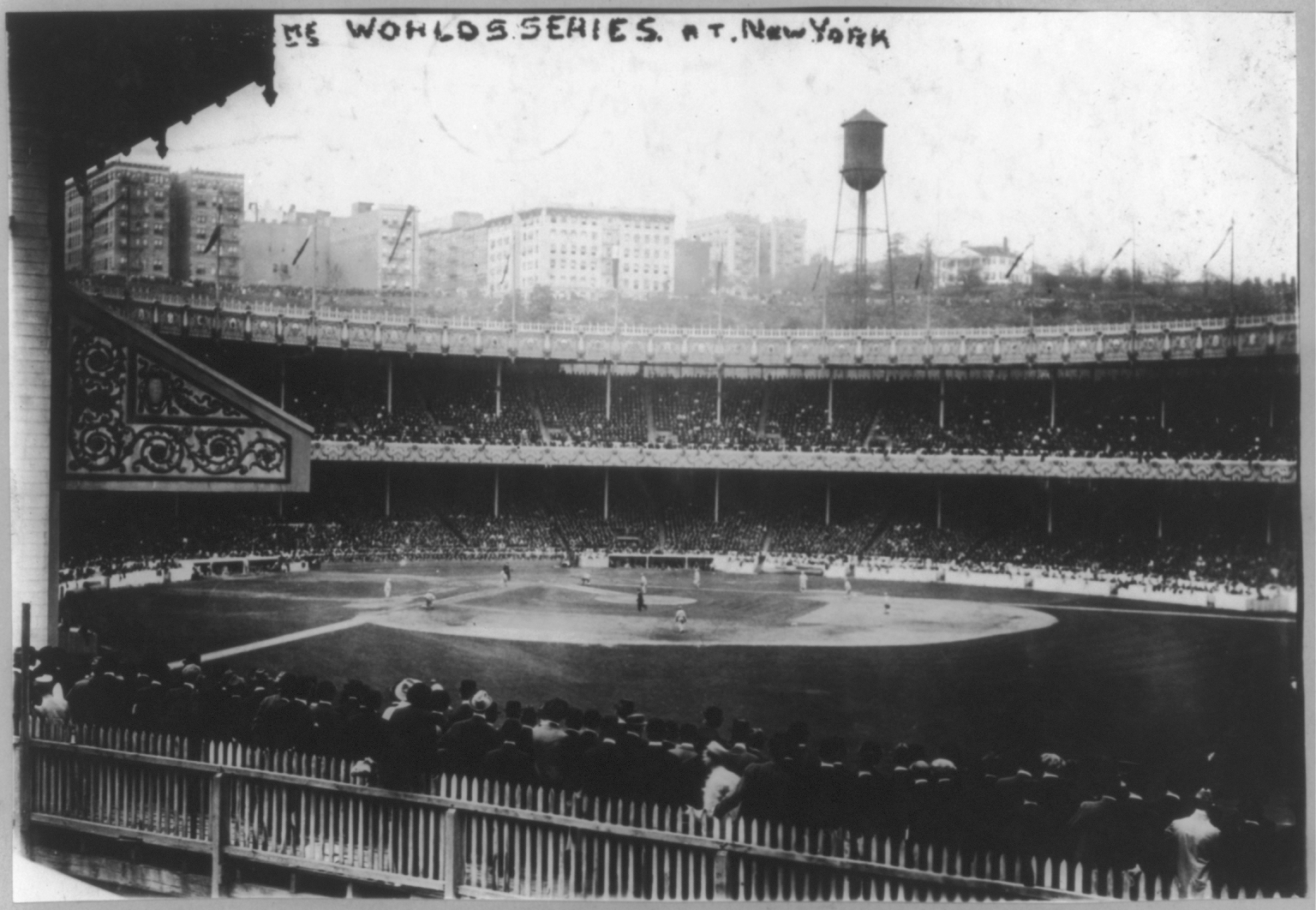
World Series på Polo Grounds 1913.

Polo Grounds var namnet på ett flertal olika idrottsanläggningar på norra Manhattan i New York i USA.
Ursprungligen var den första anläggningen som namnet låter en spelplan för hästpolo precis norr om Central Park, i hörnet av 110th Street och Sixth Avenue. Från 1880-talet användes planen som spelplats för basebollklubben New York Metropolitans. Kort därefter delade klubben anläggningen med New York Gothams, som efter ett par år bytte namn till New York Giants. Giants, som spelade i den dominerande basebolligan National League, blev kvar när Metropolitans flyttade från Manhattan till Staten Island.
Inte mindre än fyra olika anläggningar på övre Manhattan gick i tur och ordning under namnet Polo Grounds. Den ursprungliga anläggningen ersattes 1889 av en ny med samma namn, som byggdes högre upp på Manhattan i hörnet av 155th Street och Eighth Avenue. Som närmaste granne fick den en något större och finare arena byggd av den konkurrerande ligan Players' League för en konkurrerande klubb som också kallade sig New York Giants. De två arenorna var så nära varandra att en homerun från den ena anläggningen kunde landa på planen på den andra. När konkurrentligan avvecklades efter bara ett år flyttade de ursprungliga Giants in 1891 och tog namnet Polo Grounds med sig. Den gamla anläggningen bytte i stället namn till Manhattan Field.
Den fjärde versionen av Polo Grounds var en ombyggnation av den då befintliga anläggningen som skedde 1911 efter att en brand förstört delar av anläggningen.
Polo Grounds, som då var hopplöst omodern och saknade hemmalag, revs 1967 för att ge plats för bostäder.

## Klubbar som spelat på Polo Grounds

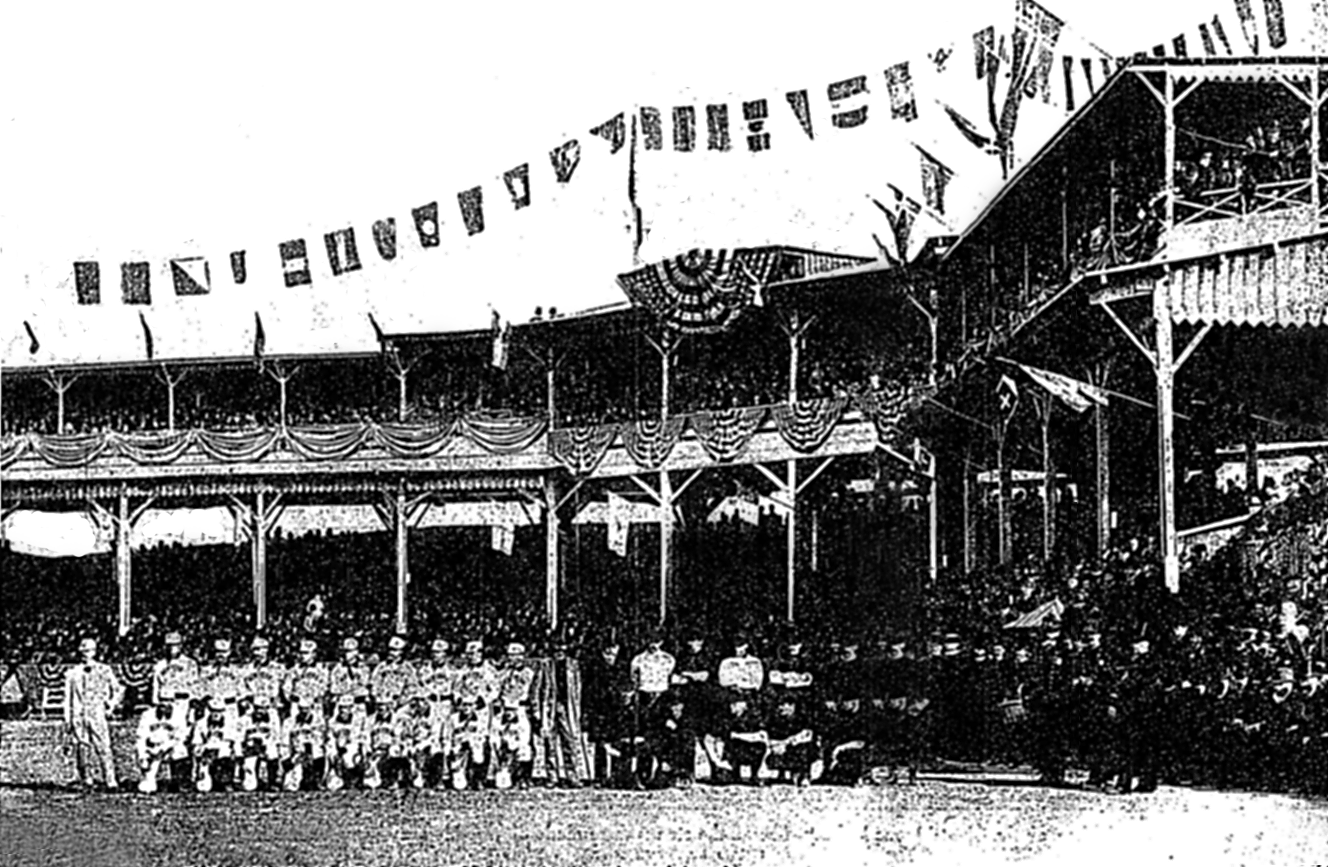
New York Giants uppställda på den första Polo Grounds inför säsongens första match 1888.

Basebollaget Giants spelade på arenan tills klubben 1958 flyttades till San Francisco och blev San Francisco Giants. Även New York Yankees spelade på Polo Grounds under 19 år fram till att Yankee Stadium byggdes i Bronx 1923. Brooklyn Dodgers spelade enstaka hemmamatcher på de olika Polo Grounds. Den sista Major League Baseball-klubben på Polo Grounds – och som var de första som faktiskt satte upp en skylt med namnet på Polo Grounds på någon av anläggningarna – var det vid tiden nystartade New York Mets, som spelade sina hemmamatcher där från grundandet 1962 tills Shea Stadium hade byggts 1963.
Bland andra hyresgäster märks amerikansk fotbollslagen New York Jets, New York Bulldogs och New York Giants som alla spelat på Polo Grounds. Jets flyttade i likhet med Mets till Shea Stadium när arenan där stod klar. Fotbolls-Giants flyttade till Yankee Stadium. Idag har båda klubbarna MetLife Stadium i New Jersey som hemmaarena. 
Bland andra sporter som utövats på Polo Grounds märks boxning och fotboll. Det var på Polo Grounds som Floyd Patterson tog tillbaka världsmästartiteln från Ingemar Johansson. Bland fotbollsmatcher som spelats på arenan ingår mötet då Manchester United FC besegrade Jönköpings Södra IF med 4–0 i en träningsmatch den 19 juni 1950 i ett arrangemang som innehöll två matcher efter varandra. Förmatchen var turkiska Beşiktaş mot ett amerikanskt all star-lag.

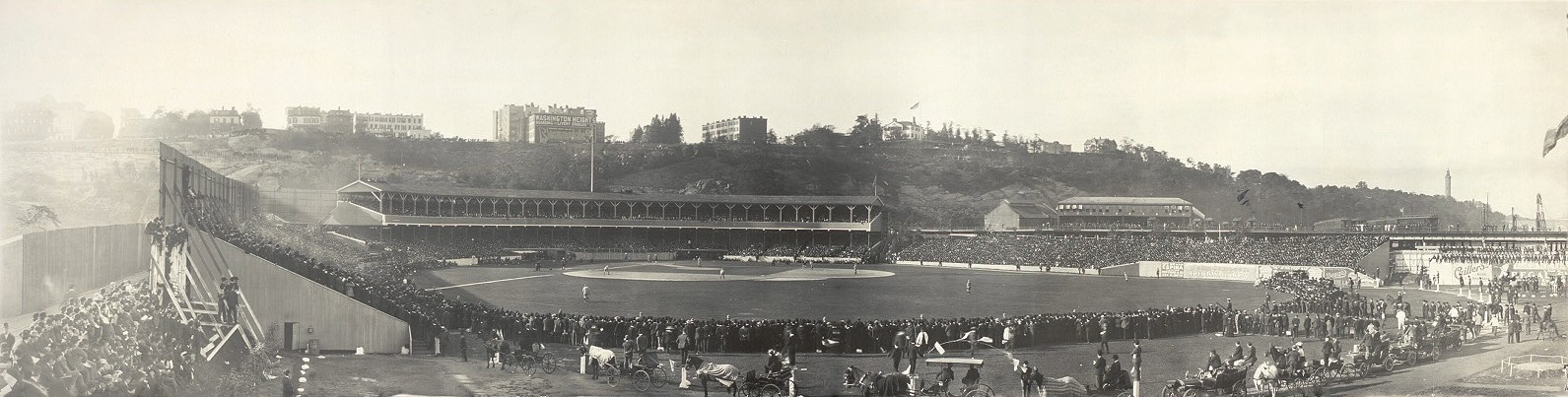
Polo Grounds år 1905. Höjden i bakgrunden, Coogans Bluff, erbjöd möjligheter att följa matcher utan att betala inträde.